# فلسفة آلية

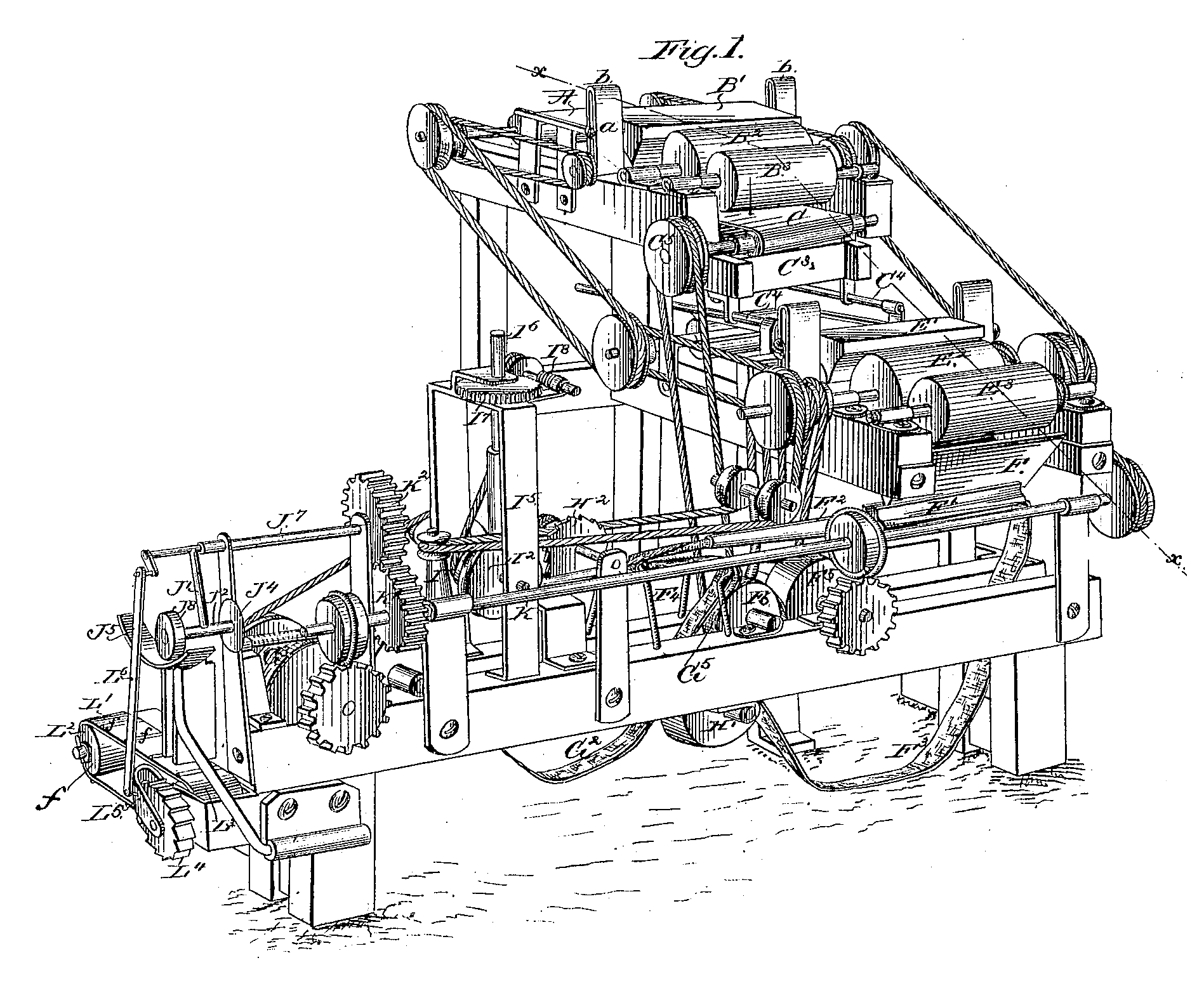

الفلسفة الآلية (بالإنجليزية: Mechanical Philosophy)‏ هي اتجاه فلسفي يرى أن الظواهر الطبيعية يجب تفسيرها في إطار قوانين السببية والنتائج التي تُفسر حركة الأشياء. يعتقد فلاسفة هذا الاتجاه أن كل المظاهر الطبيعية يمكن إدراكها بمعرفة الحجم والشكل والنظام وحركة الجزيئات الصغيرة التي يُطلق عليها الذرات أو الجسيمات، ويُلخِّص هؤلاء فلسفتهم معتقدين أن العالم ما هو إلا آلة عملاقة، فكما يؤدي تدافع التروس والزنبركات والملفات إلى تشغيل الآلة، فإن تفاعل الذرات أو الجسيمات يؤدي إلى إحداث الظواهر الطبيعية المختلفة.
لاقت الفلسفة الآلية معارضة من خلال مذهب الغائية (تيليولوجي). والنظرية الغائية تُفسِرُ الظواهر الطبيعية في إطار الغاية أو الهدف. فعلى سبيل المثال لوطرحنا على هاتين الفلسفتين هذا السؤال، لماذا تتجه النار إلى أعلى؟ فسوف نتلقى إجابتين مختلفتين. الفلسفة الآلية ستجيب عن ذلك، بأن الذرات أو الجسيمات التي تُشعل النار تتصادم وبالتالي تتدافع إلى أعلى وفقًا لقانون التصادم، أما الفلسفة الغائية فستكون إجابتها: أن النار تندلع إلى أعلى سعيًا وراء مكانها الطبيعي بعيدًا عن الأرض. وخلال القرن السابع عشر الميلادي طَوَّر كل من توماس هوبز وجون لوك في إنجلترا، ورينيه ديكارت في فرنسا فلسفة النظرية الآلية كرد فعل مضاد للنظرية الغائية، وخلال تلك الفترة أصبحت النظرية الآلية جزءًا مهمًا من الثورة الصناعية، إلا أنه مع بداية القرن التاسع عشر الميلادي، أدرك علماء الطبيعة الآلية أن الفلسفة الآلية قاصرة عن تفسير الظواهر الطبيعية مثل الكهرباء والمغناطيسية. وهكذا فإن النظرية الآلية التي تقوم أصلاً على تفسير كل عناصر الطبيعة في إطار قانون الحركة لم تعد مقبولة.